# Philipp Grimm (Handballspieler)
Philipp Grimm (geboren 27. Januar 1985 in Miltenberg) ist ein ehemaliger deutscher Handballspieler. Er spielte als Linksaußen in der ersten Bundesliga.

## Karriere
Seine ersten sportlichen Erfolge verzeichnete Grimm in der A-Jugendmannschaft des TV Kirchzell. Er wechselte im Jahr 2005 zur TSG Groß-Bieberau in die 2. Bundesliga und traf in seiner ersten Saison insgesamt 153 Mal ins gegnerische Tor, womit er hinter Nico Kibat zweitbester Werfer war. In der folgenden Runde traf er 199 und im Aufstiegsjahr 200 Mal. In der Saison 2015/16 spielte Grimm, der seinen Vertrag bis zum 30. Juni 2016 verlängerte, weiter bei der TSG Friesenheim. Nach der Saison 2016/17 beendete er seine Karriere. Für die TSG Friesenheim erzielte er 1906 Treffer in 359 Spielen.